# Zhejiang Nanzi Paiqiu Dui
Lo Zhejiang Nanzi Paiqiu Dui è una società pallavolistica cinese con sede a Jiaxing, militante nel massimo campionato cinese, la Volleyball League A.

## Storia
Lo Zhejiang Nanzi Paiqiu Dui viene fondato nel 1958. Fino all'avvento del professionismo la squadra milita nella pallavolo amatoriale cinese. Nel 1996, con la nascita della Volleyball League A, la squadra viene subito ammessa alla massima serie nella stagione 1996-97, raggiungendo la finale scudetto persa contro il Sichuan Nanzi Paiqiu Dui. Nella stagione successiva il club termina in terza posizione, per poi tornare nuovamente in finale scudetto nel campionato 1998-99, perdendo ancora una volta contro il Sichuan.
Dopo un'annata anonima conclusa al sesto posto, nel campionato 2000-01 lo Zhejiang torna sul podio del campionato cinese, piazzandosi al terzo posto. Nel campionato successivo arriva la terza finale scudetto nella storia del club, persa questa volta contro il Jiangsu Nanzi Paiqiu Dui; nella stagione 2002-03, al quarto tentativo, il club riesce finalmente a laurearsi campione di Cina, sconfiggendo in finale lo Shanghai Nanzi Paiqiu Dui. Nella stagione successiva i due club si scontrano nuovamente in finale, ma questa volta è lo Shanghai a portare a casa il titolo, prendendosi la rivincita per la finale precedente.
Nel decennio seguente, a parte qualche piazzamento a metà classifica, lo Zhejiang lotta prevalentemente per non retrocede, non riuscendo ad emulare i fasti di un tempo.

## Rosa 2015-2016
| N° | Nome          | Ruolo | Data di nascita   | Nazionalità sportiva |
| -- | ------------- | ----- | ----------------- | -------------------- |
| 1  | Xu Xiaobing   | C     | 25 luglio 1990    | Cina                 |
| 2  | Ren Junbo     | C     | 17 luglio 1996    | Cina                 |
| 3  | Bian Hongmin  | C     | 22 settembre 1988 | Cina                 |
| 4  | Wang Chuanqi  | S/O   | 18 gennaio 1996   | Cina                 |
| 5  | Wang Zhiru    | P     | 16 febbraio 1995  | Cina                 |
| 6  | Han Tianyi    | S     | 26 ottobre 1995   | Cina                 |
| 7  | Xu Xiantao    | P     | 31 gennaio 1993   | Cina                 |
| 8  | Qin Zhen      | C     | 14 febbraio 1993  | Cina                 |
| 9  | Wu Hao        | S/O   | 17 settembre 1992 | Cina                 |
| 10 | Sun Mingjie   | L     | 2 novembre 1994   | Cina                 |
| 11 | Zhu Zhiyuan   | S     | 18 febbraio 1996  | Cina                 |
| 12 | Chen Mingyao  | L     | 8 gennaio 1995    | Cina                 |
| 13 | Lin Shanfu    | S     | 11 gennaio 1994   | Cina                 |
| 14 | Wu Yawei      | S/O   | 1º giugno 1995    | Cina                 |
| 15 | Jin Zhihong   | S     | 10 febbraio 1993  | Cina                 |
| 16 | Liu Dewei     | C     | 3 aprile 1995     | Cina                 |
| 17 | Jiang Xian    | P     | 23 gennaio 1996   | Cina                 |
| 18 | Wang Fenglei  | S/O   | 2 maggio 1991     | Cina                 |
| 19 | Jin Richeng   | P     | 9 marzo 1998      | Cina                 |
| 20 | Shao Guanglei | S     | 15 marzo 1997     | Cina                 |

## Palmarès
- Campionato cinese: 1

2002-03